# Wolfgang Mückstein
Wolfgang Mückstein (5 de julho de 1974) é um médico e político austríaco. Ele serve como Ministro de Assuntos Sociais, Saúde, Assistência e Proteção ao Consumidor nos governos dos chanceleres Sebastian Kurz e Alexander Schallenberg desde 19 de abril de 2021.